# Проценко, Дмитрий Филиппович
Дмитрий Филиппович Проценко (5 [17] июня 1899, Малый Бузуков, Смелянский район — 17 марта 1980, Киев) — украинский советский физиолог растений, доктор биологических наук, профессор (1936), заслуженный деятель науки УССР (1970), член-корреспондент Академии сельскохозяйственных наук Украины, почётный доктор Братиславского университета.

## Биография
Родился 5 (17) июня 1899 года в селе Малый Бузуков (ныне Смелянского района Черкасской области).
Окончил Смелянскую гимназию. В 1925 году окончил Киевский университет; с сентября 1944 года — заведующий кафедрой физиологии растений этого же университета. Член ВКП(б) с 1947 года. В 1944—1961 годах — директор Ботанического сада имени А. В. Фомина.
Награждён орденом Ленина, медалями.
Умер 17 марта 1980 года в Киеве, где и похоронен на Байковом кладбище (участок № 9).

## Научная деятельность
Основные научные работы посвящены изучению физиологических основ устойчивости зерновых культур и плодовых растений к неблагоприятным факторам окружающей среды (главным образом к морозам и засухе). Значительное внимание уделял исследованию анатомических показателей различных по устойчивости сортов сельскохозяйственных растений. Автор научных трудов, учебников и учебных пособий по физиологии и анатомии растений.